# Friedrich Alpers
Friedrich Ludwig Herbert Alpers, également surnommé Fritz Alpers, né le 25 mars 1901 Sonnenberg et mort le 3 septembre 1944 à Mons, est un homme politique allemand, membre du NSDAP, Ministre de l'État libre du Brunswick, membre de la SA et de la SS, secrétaire d'État et officier. Alpers est responsable de nombreux crimes nazis en Brunswick.

## Biographie

### Jeunesse
Bachelier, Alpers adhère de mai 1919 à mars 1920 au corps-franc de Maercker et prend part aux engagements de ce dernier en Saxe et Thuringe. Il étudie ensuite le droit et la jurisprudence aux universités d'Heidelberg, de Munich et Greifswald. Il adhère en 1921 au Corps Brunsviga München.  Il devient assistant de justice en 1923, puis effectue un service de volontariat en commerce, notamment en Suisse et en Grande-Bretagne. Il est assesseur en 1929, puis travaille jusqu'en 1933 comme avocat en Brunswick.

### Membre du NSDAP et de la SS

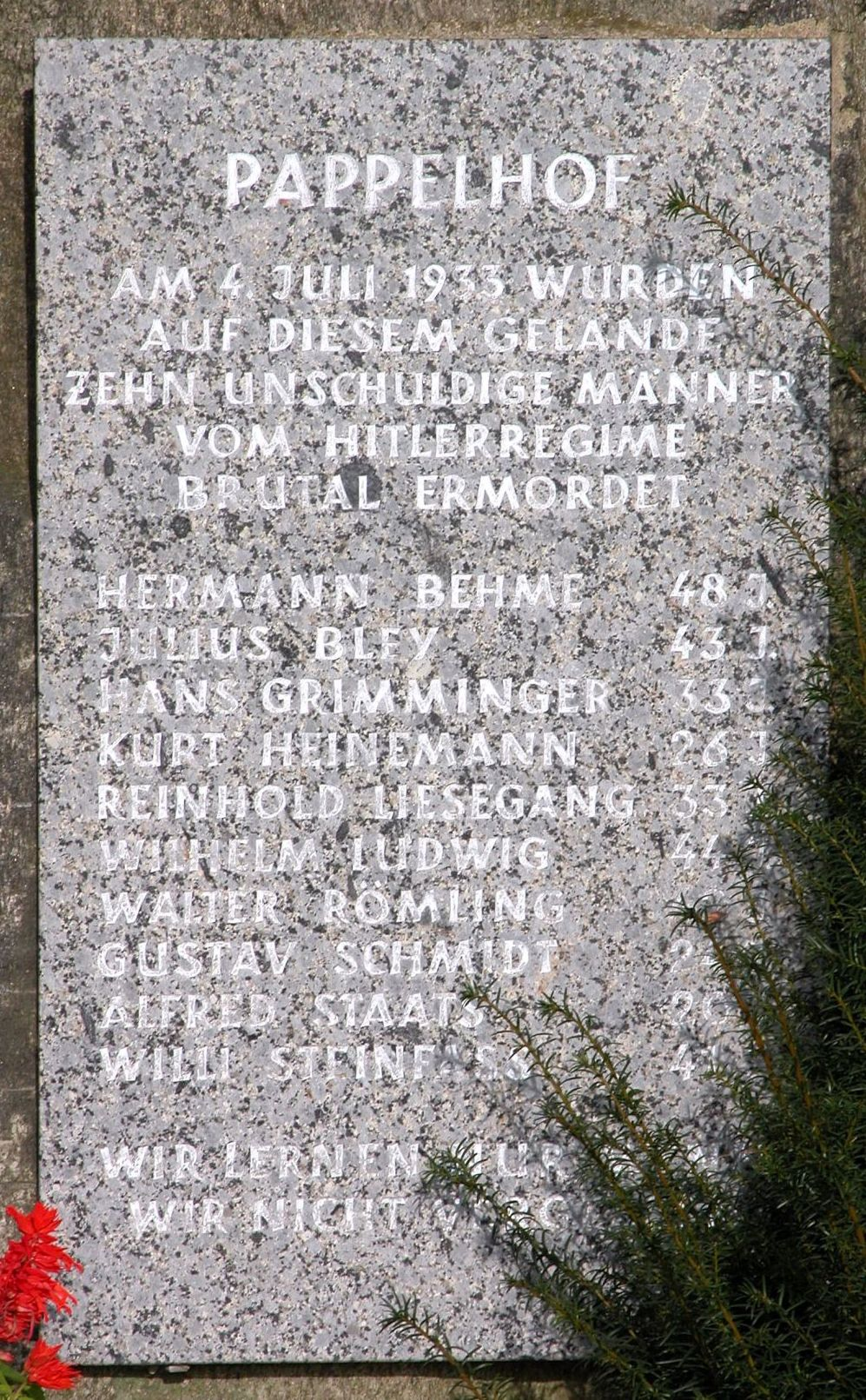
Assassinats de Rieseberg

Alpers adhère au NSDAP en juin 1929  (numéro d'adhérent 132812), puis en mai 1930 à la SA (adhérent numéro 6427). Sa carrière est rapide, il est promu en 1932 Sturmbannführer, en 1933 SS-Standartenführer et en 1943 SS-Obergruppenführer. 
Alpers est suspendu provisoirement à deux reprises de ses fonctions dirigeantes en raison de plaintes du parti NSDAP visant ses excès de violence lors de la prise du pouvoir en Brunswick, période qui fut notamment marquée par las assassinats de Rieseberg. Il veille personnellement, en 1933, à la mise au pas du barreau et du parlement de Brunswick.

### Ministre de Brunswick
Alpers est le ministre de la Justice et des finances du gouvernement de Brunswick de mai 1933 à 1934 dans le cabinet Dietrich Klagge. Il est responsable, avec Friedrich Jeckeln, de la persécution des opposants politiques en Brunswick.
Il dirige la police auxiliaire de la SS, connue pour ses actions brutales contre la « Maison du peuple » de la SPD et contre le Stahlhelm-Bund. Alpers est directement ou indirectement responsable des assassinats de Rieseberg et de la persécution d'opposants politiques, comme le ministre-président du Brunswick Heinrich Jasper et Matthias Theisen. En tant que ministre, il était connu pour ne pas hésiter à enfreindre et/ou à détourner la loi. Il a ainsi tenté de prendre le contrôle de la Braunschweigische Staatsbank (de). 
En 1934, Alpers devient gardien des chasses du nouvel arrondissement des chasses de Brunswick et fait construire  à partir de 1935 pour le « maître des chasses du Reich » Hermann Göring les domaines « Hermann Göring » , et Reichsfalkenhof à Riddagshausen, à l'est de Brunswick. Göring nomme Alpers secrétaire d'État aux eaux et forêts du Reich en novembre 1937, comme successeur de  Walter de Keudell. Le siège principal de cette administration est alors est le château de Sacrow, à Potsdam.

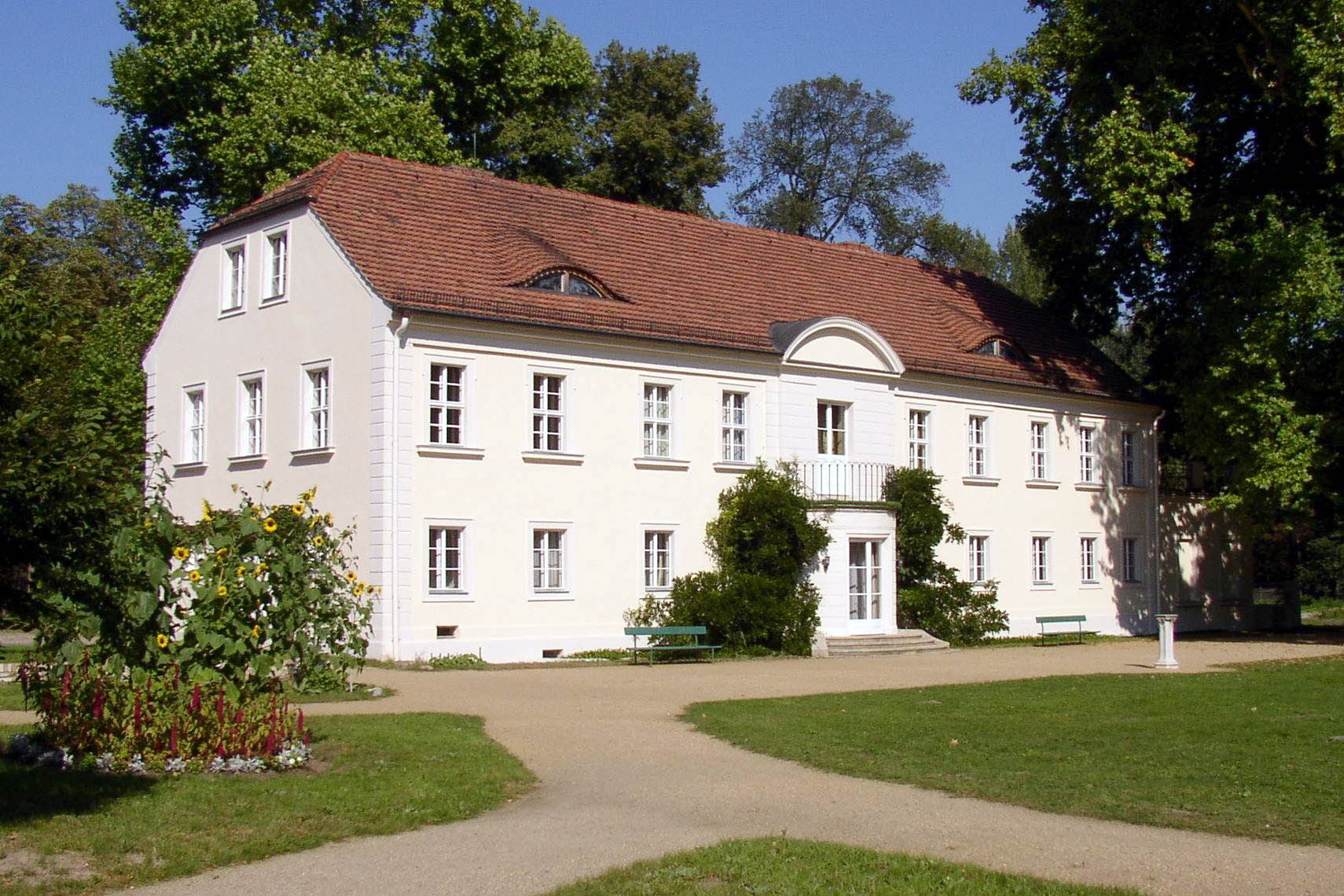
Château de Sacrow

### Implication dans le Hungerplan de 1941
Alpers est impliqué dans les préparatifs de l'opération Barbarossa, et notamment dans ceux du Hungerplan. Le 2 mai 1941, sept semaines avant l'attaque allemande sur l'URSS, il prend part aux discussions dont le compte rendu indique : « Il ne sera possible de poursuivre la guerre que si la Russie nourrit l'ensemble de la Wehrmacht dès la troisième année du conflit. Si nous prenons ce dont nous avons besoin dans le pays, il est indubitable que des millions et des millions de gens mourront de faim ».

### Engagement volontaire au front
En février 1944 Alpers démissionne de l'ensemble de ses mandats et se porte volontaire pour le front. Il est affecté comme Major au premier bataillon de chasseurs parachutistes 9 sur le front occidental, dont il prend le commandement le 21 août 1944. Blessé sévèrement, il se suicide le 3 septembre 1944 à Bougnies.